# Skylar Mays
Skylar Justin Mays (Luisiana, 5 de setembro de 1997) é um jogador norte-americano profissional de basquete que atualmente joga no Atlanta Hawks da National Basketball Association (NBA).
Ele jogou basquete universitário na LSU e foi selecionado pelos Hawks como a 50ª escolha geral no Draft da NBA de 2020.

## Início da vida e carreira no ensino médio
Mays cresceu em Baton Rouge, Louisiana, e estudou na Louisiana State University Laboratory School (U-High), onde começou a jogar no time de basquete do colégio quando estava na oitava série. Ele foi nomeado para a Primeira-Equipe do Estado em sua segunda e terceira temporada, enquanto ajudava a liderar a equipe ao bi-campeonato. 
Ele foi transferido para a Findlay Prep em Henderson, Nevada antes de seu último ano e teve médias de 10,9 pontos, 5,3 assistências, 3,0 rebotes e 2,7 roubos de bola em sua única temporada com a equipe.
Classificado como um recruta de três estrelas, Mays se comprometeu a jogar basquete universitário em LSU.

## Carreira universitária
Mays se tornou o armador titular da equipe durante seu primeiro ano e teve médias de 8,3 pontos, 2,2 rebotes, 3,6 assistências e 1,3 roubos de bola em 31 jogos (25 como titular). Em seu segundo ano, ele teve médias de 11,3 pontos, 4,0 rebotes, 3,0 assistências e 1,6 roubos de bola. Em seu terceiro ano, Mays teve médias de 13,4 pontos, 3,3 rebotes, 2,1 assistências e 1,9 roubos de bola e foi nomeado para a Segunda-Equipe da SEC. Mays marcou seu milésimo ponto na carreira em 26 de fevereiro de 2019 contra Texas A&M. Após a temporada, ele se declarou para o Draft da NBA de 2019, mas acabou optando por retornar à LSU.
Em sua última temporada, Mays teve médias de 16,7 pontos e 5,0 rebotes. Em 22 de novembro de 2019, ele marcou 30 pontos em uma derrota por 80-78 para Utah State. Em 8 de fevereiro de 2020, ele registrou 30 pontos, oito assistências e sete rebotes em uma derrota por 91-90 para Auburn. No final da temporada regular, ele foi novamente nomeado para a Primeira-Equipe da SEC.

## Carreira profissional

### Atlanta Hawks (2020–Presente)
Em 18 de novembro de 2020, Mays foi selecionado pelo Atlanta Hawks como a 50ª escolha geral no Draft da NBA de 2020. Mays assinou um contrato de mão-dupla com a equipe em 24 de novembro de 2020, o que significa que ele dividiria o tempo entre os Hawks e o seu afiliado da G-League, o College Park Skyhawks.
Em 13 de fevereiro, Mays marcou 20 pontos contra o San Antonio Spurs, reduzindo a desvantagem de 45 pontos para apenas 11 no segundo tempo.
Mays jogou pelos Hawks na Summer League de 2021 e marcou 13 pontos em sua estreia em uma derrota por 85-83 contra o Boston Celtics. Em 26 de agosto de 2021, Mays assinou um segundo contrato de mão dupla com os Hawks. Em 7 de abril de 2022, os Hawks converteram seu contrato bilateral assinado anteriormente em um contrato padrão da NBA.

## Estatísticas da carreira

### NBA

#### Temporada regular
| Ano      | Equipe   | PJ | PT | MPJ | AP   | 3P   | LL   | RT  | AS | BR | TO | PPJ |
| -------- | -------- | -- | -- | --- | ---- | ---- | ---- | --- | -- | -- | -- | --- |
| 2020–21  | Atlanta  | 33 | 0  | 8.2 | .449 | .350 | .880 | 1.1 | .9 | .4 | .1 | 3.8 |
| 2021–22  | Atlanta  | 28 | 5  | 7.9 | .500 | .320 | .889 | .9  | .6 | .3 | .0 | 2.9 |
| Carreira | Carreira | 61 | 5  | 8.0 | .474 | .334 | .884 | 1.0 | .7 | .3 | .0 | 3.3 |

#### Playoffs
| Ano      | Equipe   | PJ | PT | MPJ | AP    | 3P | LL | RT | AS | BR | TO | PPJ |
| -------- | -------- | -- | -- | --- | ----- | -- | -- | -- | -- | -- | -- | --- |
| 2021     | Atlanta  | 7  | 0  | 2.4 | .800  | —  | —  | .3 | .1 | .3 | .0 | 1.1 |
| 2022     | Atlanta  | 2  | 0  | 4.5 | 1.000 | —  | —  | .5 | .5 | .5 | .0 | 1.0 |
| Carreira | Carreira | 9  | 0  | 3.4 | .900  | —  | —  | .4 | .3 | .4 | .0 | 1.0 |

### Universidade
| Ano      | Equipe   | PJ  | PT  | MPJ  | AP   | 3P   | LL   | RT  | AS  | BR  | TO  | PPJ  |
| -------- | -------- | --- | --- | ---- | ---- | ---- | ---- | --- | --- | --- | --- | ---- |
| 2016–17  | LSU      | 31  | 25  | 22.9 | .411 | .328 | .812 | 2.2 | 3.6 | 1.3 | .1  | 8.3  |
| 2017–18  | LSU      | 33  | 30  | 31.1 | .443 | .351 | .837 | 4.0 | 2.9 | 1.6 | .2  | 11.3 |
| 2018–19  | LSU      | 35  | 35  | 33.1 | .421 | .313 | .860 | 3.3 | 2.1 | 1.9 | .2  | 13.4 |
| 2019–20  | LSU      | 31  | 31  | 34.4 | .491 | .394 | .854 | 5.0 | 3.2 | 1.8 | .2  | 16.7 |
| Carreira | Carreira | 130 | 121 | 30.3 | .441 | .346 | .840 | 3.6 | 2.9 | 1.6 | 0.1 | 12.4 |

Fonte:

## Vida pessoal
O melhor amigo de Mays e seu companheiro de equipe da LSU, Wayde Sims, foi morto por um tiro na cabeça e no pescoço em 28 de setembro de 2018. Mays serviu como portador do caixão no funeral. Ele fez um discurso de 11 minutos em homenagem a Sims em uma vigília no campus em frente ao Pete Maravich Assembly Center na frente de uma multidão. Mays usou tênis personalizados da Nike durante o Torneio da SEC de 2019 em homenagem a Sims.